# Portada/efemèride juliol 20
Jacques Delors
« 19 de juliol · 20 de juliol · 21 de juliol »